# Casa na praça Dr. Aristides Milton, n.º 23-A
A Casa à Praça Dr. Aristides Milton, n. 23-A é uma edificação localizada em Cachoeira, município do estado brasileiro da Bahia. Foi tombada pelo Instituto do Patrimônio Histórico e Artístico Nacional (IPHAN) em 1941, através do processo de número 200.

## História
Serviu de residência e como local de reunião dos revolucionários da independência, em 1822. Casa urbana, provavelmente do início do século passado, resultante da subdivisão de uma casa maior. Sua planta de circulação central, foi transformada, nessa oportunidade, em duas de corredores laterais. O interior foi muito alterado neste século. Fachada vazada por porta e duas janelas, todas de vergas retas e esquadrias deste século.

## Tombamento
Foi tombado pelo IPHAN em 1941, recebendo tombo histórico (Inscrição 156/1941).